# معهد إيزينزيليني للمكفوفين
معهد إيزينزيليني للمكفوفين هو مؤسسة تعليمية متخصصة في تأهيل وتعليم المكفوفين، كانت تقع في مدينة روديبورت، إحدى ضواحي مدينة جوهانسبرغ في جنوب أفريقيا. يُعد المعهد واحدًا من أوائل المؤسسات المخصصة لتعليم ذوي الإعاقات البصرية في البلاد. أُسس المعهد عام 1939 على يد آرثر بلاكسال، وهو قس أنجليكاني وُلد في بريطانيا، وقد قدم إلى جنوب أفريقيا في عام 1923 برفقة زوجته للعمل في مجال الرعاية الاجتماعية والتعليم للمحرومين وذوي الاحتياجات الخاصة.
كان المعهد يوفّر للطلبة المكفوفين تعليمًا أكاديميًا متكاملًا إلى جانب التدريب المهني والتأهيل الحياتي، ما مكن العديد منهم من الاندماج في المجتمع لاحقًا. وركّزت فلسفة المعهد على تمكين الطلاب من تطوير مهاراتهم والاستقلالية في حياتهم اليومية، رغم إعاقتهم البصرية.
من بين أبرز الشخصيات التي عملت في المعهد الكاتب والمفكر الجنوب أفريقي المعروف إسكيا مفاهليلي، الذي درّس في المعهد خلال أربعينيات القرن العشرين، قبل أن يصبح لاحقًا من أبرز الأدباء والمنظرين الثقافيين في جنوب أفريقيا. وقد لعب وجوده في المعهد دورًا في دعم الحركة الثقافية والتعليمية للمجتمعات السوداء في ظل نظام الفصل العنصري.
كما عرفت هذه الفترة أيضًا عمل أليثا توتو، والدة رئيس الأساقفة ديزموند توتو، في المعهد كطاهية. وخلال تلك المرحلة التقى الصبي ديزموند توتو للمرة الأولى بالأب تريفور هودلستون، الذي كان أحد القساوسة العاملين في جنوب أفريقيا والمعروفين بمناهضتهم لسياسات الفصل العنصري، وقد أثّر لقاؤه بتوتو في تشكيل وعيه المبكر بالقضايا الاجتماعية والعدالة.
رغم عدم استمرار المعهد في العمل لاحقًا، إلا أن إرثه التربوي والاجتماعي لا يزال حاضرًا في تاريخ التعليم الخاص في جنوب أفريقيا، ويُنظر إليه كمثال مبكر على الجهود المجتمعية الهادفة إلى دمج ذوي الإعاقة في الحياة العامة، خاصة في سياق اجتماعي تميز بالتمييز والاضطهاد.